# Farmers Branch
Farmers Branch is een plaats (city) in de Amerikaanse staat Texas, en valt bestuurlijk gezien onder Dallas County.

## Demografie
Bij de volkstelling in 2000 werd het aantal inwoners vastgesteld op 27.508.
In 2006 is het aantal inwoners door het United States Census Bureau geschat op 26.583, een daling van 925 (-3,4%).

## Geografie
Volgens het United States Census Bureau beslaat de plaats een oppervlakte van
31,1 km², geheel bestaande uit land.

## Geboren
- Boomer Castleman (1945), zanger, gitarist, producent en songwriter

## Plaatsen in de nabije omgeving
De onderstaande figuur toont nabijgelegen plaatsen in een straal van 12 km rond Farmers Branch.